# Electronic Sports League
Electronic Sports League (ESL) è un'azienda tedesca che organizza in tutto il mondo competizioni di sport elettronici.
ESL è la più grande compagnia di esport del mondo e la più longeva e ancora operativa. Con sede a Colonia, Germania, ESL ha undici uffici e più studi televisivi internazionali a livello globale. ESL è la più grande compagnia di esport a trasmettere su Twitch.tv.

## ESL in Italia
Le operazioni dell'azienda in Italia sono gestite da ProGaming Italia S.r.l., azienda con sede a Bolzano e Milano che si occupa di eventi e tornei di videogiochi da 15 anni. Nel corso degli anni ESL Italia ha organizzato 1000 eventi e distribuito circa 220.000€ in montepremi attraverso 16 stagioni del suo Campionato Nazionale (prima nominato ESL Pro Series, poi ESL Italia Championship e ora ESL Vodafone Championship).
L'azienda ha inoltre gestito e organizzato alcuni dei più grandi eventi internazionali mai tenutisi in Italia.
ESL Italia si occupa inoltre di localizzare in italiano numerosi tornei esport tramite i propri canali di streaming, tra cui i WCS di Starcraft II, ESL ONE di Dota 2 o Counter-Strike:Global Offensive, EU Masters di League of Legends, Grandmasters di Hearthstone, Intel Extreme Masters.

### Eventi organizzati in Italia
- ESL Pro Series - dal 2005
- Italian Esport Open - dal 2016
- ESL Italia Championship - dal 2016
- ESL Vodafone Championship - dal 2018
- ESL Arena - 2018
- Eurocup di Rainbow Six Siege - 2018
- Redbull M.E.O. Powered by ESL - 2018
- Eurocup di Brawl Stars - 2019

## Controversie
ESL Gaming è stata criticata per la gestione dei partecipanti russi dopo l'invasione dell'Ucraina da parte della Russia. Nel maggio 2022, ESL ha annunciato il divieto per le organizzazioni con legami con il governo russo o con individui sanzionati di partecipare ai suoi eventi. Tuttavia, i giocatori individuali russi sono stati autorizzati a partecipare con un nome neutrale, senza rappresentare il loro paese o organizzazione. I critici hanno sostenuto che questo approccio fosse insufficiente, poiché permetteva ai giocatori russi di continuare a competere nonostante la situazione geopolitica.

## Competizioni
ESL ospita competizioni in tutto il mondo, collaborando con editori come Blizzard Entertainment, Riot Games, Valve, Microsoft, Wargaming e molti altri per facilitare migliaia di competizioni di gioco ogni anno. Alcune delle loro più importanti competizioni includono:

### ESL Play
ESL Play è la piattaforma leader mondiale per gli eSport. Offre tornei in tutti i giochi e livelli di abilità. ESL Open, il primo tipo di coppa, è aperta a tutti, inclusi i principianti. Le principali competizioni ESL hanno requisiti di iscrizione e per vincere un posto nella competizione ESL Pro è necessario vincere a questo livello. Tuttavia, ESL Major contiene anche Go4 Cup, che sono tornei gratuiti aperti a tutti. I tornei a questo livello richiedono qualifiche preliminari.

### ESL Pro Leagues
ESL ospita attualmente Pro League ufficiali per Counter-Strike: Global Offensive e Tom Clancy's Rainbow Six Siege.
ESL CS:GO Pro League è una competizione tra continenti con finali a Los Angeles, Colonia e Londra. Nel 2016, ESL ha aumentato il montepremi di CS:GO Pro League a $ 1,5 milioni.

### Intel Extreme Masters
Intel Extreme Masters è la serie di tornei di eSport globali più longeva del mondo.

### ESL One
ESL One si riferisce ai principali tornei offline in una varietà di giochi, come Counter-Strike: Global Offensive e Dota 2, e di solito sono considerati tra gli eventi più prestigiosi per ogni gioco. Gli eventi ESL One sono spesso selezionati per far parte della serie CS: GO Major sponsorizzata da Valve. Gli ESL Counter-Strike Majors sono stati: EMS One Katowice 2014, ESL One Cologne 2014, ESL One Katowice 2015, ESL One Cologne 2015, ESL One Cologne 2016, IEM Katowice 2019 ed ESL One Rio 2020. A dicembre 2019, ESL ha ospitato sei dei quattordici tornei Valve Major e ospiterà il suo settimo Major a maggio 2020.

### ESL National Championships

#### Campionato italiano
In Italia ESL ha creato due principali campionati nazionali, sui titoli Tom Clancy's Rainbow Six: Siege (PS4) e Crash Team Racing Nitro-Fueled (PS4). Negli anni precedenti ESL Italia aveva anche un proprio campionato nazionale di Tom Clancy's Rainbow Six: Siege per PC, che ha poi ceduto a PG Esports.